# Теофанис Ламбукас
Тео Сарапо, рођен као Теофанис Ламбукас (фр. Théo Sarapo, Théophanis Lamboukas; Париз, 26. јануар 1936 — Лимож, 28. август 1970) је био последњи муж Едит Пијаф. Имао је 26 година када се венчао Пијафовом која је тада имала 47 година, годину дана пре њене смрти. Певач и глумац грчког порекла, Сарапо је са Пијафовом интерпретирао À quoi ça sert l'amour? (Чему то служи љубав), песму Мишела Емера, снимљену 1962. године.
Погинуо је у саобраћајној несрећи 1970. године, и сахрањен је поред Едит Пијаф на гробљу Пер-Лашез у Паризу.
Његово уметничко име Сарапо (фр. Sarapo) како се изговара на француском, на грчком значи волим те (Σ‘αγαπώ, s'agapo). Ово име одабрала му је Пијафова.